# Gazāf-e Soflá
Gazāf-e Soflá (persiska: گزاف سفلی) är en ort i Iran.   Den ligger i provinsen Kermanshah, i den västra delen av landet, 400 km väster om huvudstaden Teheran. Gazāf-e Soflá ligger 1 482 meter över havet och antalet invånare är 138.
Terrängen runt Gazāf-e Soflá är huvudsakligen kuperad, men den allra närmaste omgivningen är platt. Runt Gazāf-e Soflá är det ganska tätbefolkat, med 185 invånare per kvadratkilometer. Närmaste större samhälle är Sarv-e Nāv-e Soflá, 5,3 km norr om Gazāf-e Soflá. Trakten runt Gazāf-e Soflá består till största delen av jordbruksmark.